# Каролін Уеллетт
Каролін Уеллетт (фр. Caroline Ouellette; 25 травня 1979 року, Монреаль, Квебек, Канада) — канадська хокеїстка. Чотириразова Олімпійська чемпіонка (2002, 2006, 2010, 2014), шестиразова чемпіонка світу (1999, 2000, 2001, 2004, 2007, 2012), чотириразова віце-чемпіонка світу (2005, 2008, 2009, 2011).